# Cheryl Boone Isaacs
Cheryl Boone Isaacs (ur. 1949) – amerykańska specjalistka ds. marketingu filmowego i public relations. Była także przewodniczącą Amerykańskiej Akademii Sztuki i Wiedzy Filmowej w latach 2013-2017.